# Championnat d'Europe féminin de basket-ball 1952
Navigation
Hongrie 1950 Yougoslavie 1954
Le Championnat d'Europe féminin de basket-ball 1952 est la 3e édition du Championnat d'Europe féminin de basket-ball qui s’est déroulé à Moscou en Union des républiques socialistes soviétiques (URSS), du 18 mai 1952 au 25 mai 1952. Organisé par la FIBA, ce sont douze équipes qui participèrent à cette troisième édition, l'équipe d'URSS remporte cette édition devant la Tchécoslovaquie et la Hongrie.

## Préparation de l'événement

### Lieux de compétition
| [[Fichier:Russia_European_part_laea_location_map.svg\|250px\|{{#if:\|{{{alt}}}\|Championnat d'Europe féminin de basket-ball 1952 est dans la page Russie européenne.]]Moscou |                   |
| [[Fichier:Russia_European_part_laea_location_map.svg\|250px\|{{#if:\|{{{alt}}}\|Championnat d'Europe féminin de basket-ball 1952 est dans la page Russie européenne.]]Moscou | Moscou            |
| --- | ----------------- |
| [[Fichier:Russia_European_part_laea_location_map.svg\|250px\|{{#if:\|{{{alt}}}\|Championnat d'Europe féminin de basket-ball 1952 est dans la page Russie européenne.]]Moscou | Stade Dynamo      |
| [[Fichier:Russia_European_part_laea_location_map.svg\|250px\|{{#if:\|{{{alt}}}\|Championnat d'Europe féminin de basket-ball 1952 est dans la page Russie européenne.]]Moscou | Capacité : 36,540 |
| [[Fichier:Russia_European_part_laea_location_map.svg\|250px\|{{#if:\|{{{alt}}}\|Championnat d'Europe féminin de basket-ball 1952 est dans la page Russie européenne.]]Moscou |                   |

## Équipes participantes
| Mode de qualification | Places | Nations qualifiées | Nombre de participations | Dernière participation | Meilleur résultat |
| --------------------- | ------ | ------------------ | ------------------------ | ---------------------- | ----------------- |
| Pays hôtes            | 1      | Union soviétique   | 2e                       | 1950                   | Vainqueur (1950)  |
| Wild card             | 11     | Italie             | 3e                       | 1950                   | Vainqueur (1938)  |
| Wild card             | 11     | Pologne            | 3e                       | 1950                   | Troisième (1938)  |
| Wild card             | 11     | France             | 3e                       | 1950                   | 4e (1938, 1950)   |
| Wild card             | 11     | Suisse             | 3e                       | 1950                   | 5e (1938)         |
| Wild card             | 11     | Hongrie            | 2e                       | 1950                   | Finaliste (1950)  |
| Wild card             | 11     | Tchécoslovaquie    | 2e                       | 1950                   | Troisième (1950)  |
| Wild card             | 11     | Roumanie           | 2e                       | 1950                   | 7e (1950)         |
| Wild card             | 11     | Autriche           | 2e                       | 1950                   | 10e (1950)        |
| Wild card             | 11     | Bulgarie           | 1re                      | -                      | -                 |
| Wild card             | 11     | Finlande           | 1re                      | -                      | -                 |
| Wild card             | 11     | Allemagne de l'Est | 1re                      | -                      | -                 |

## Compétition

### Format
Pour le Tour préliminaire les équipes ont été divisées en trois groupes de 4 équipes chacun, où le premier de chaque groupe concourrait pour la médaille d'or. Quatre nouveaux groupes ont été formés, avec les trois 1ère, 2ème, 3ème et 4ème places de chaque groupe pour déterminer le classement final. Pour départager les équipes à la fin de la compétition, en cas d'égalité de points, Les Équipes ex aequo sont classées selon les Régles Officielles du Basketball dans l'extrait D.1.3. Les équipes sont départagées suivant les critères suivants (dans l'ordre) :
1. Points
2. Résultats en face à face
3. Différence de points
4. Points marqués

### Tour préliminaire
| Groupe A |                 |     |   |   |     |     |      |
|          | Équipe          | Pts | G | P | PP  | PC  | Diff |
| 1        | Tchécoslovaquie | 6   | 3 | 0 | 173 | 119 | 54   |
| 2        | Bulgarie        | 4   | 1 | 2 | 143 | 139 | 4    |
| 3        | France          | 4   | 1 | 2 | 138 | 153 | -15  |
| 4        | Roumanie        | 4   | 1 | 2 | 90  | 133 | -43  |

|  | Tchécoslovaquie | 62 | 44 | France   |
|  | Tchécoslovaquie | 55 | 28 | Roumanie |
|  | Tchécoslovaquie | 56 | 47 | Bulgarie |
|  | France          | 45 | 28 | Roumanie |
|  | France          | 49 | 63 | Bulgarie |
|  | Roumanie        | 34 | 33 | Bulgarie |

| Groupe B |          |     |   |   |     |     |      |
|          | Équipe   | Pts | G | P | PP  | PC  | Diff |
| 1        | Hongrie  | 6   | 3 | 0 | 216 | 67  | 149  |
| 2        | Italie   | 5   | 2 | 1 | 128 | 110 | 18   |
| 3        | Autriche | 4   | 1 | 2 | 89  | 150 | -61  |
| 4        | Finlande | 3   | 0 | 3 | 77  | 183 | -105 |

|  | Italie   | 50 | 24 | Autriche |
|  | Italie   | 60 | 28 | Finlande |
|  | Italie   | 18 | 58 | Hongrie  |
|  | Autriche | 44 | 21 | Finlande |
|  | Hongrie  | 79 | 21 | Autriche |
|  | Finlande | 28 | 79 | Hongrie  |

| Groupe C |                    |     |   |   |     |     |      |
|          | Équipe             | Pts | G | P | PP  | PC  | Diff |
| 1        | Union soviétique   | 6   | 3 | 0 | 301 | 42  | 259  |
| 2        | Pologne            | 5   | 2 | 1 | 162 | 98  | 64   |
| 3        | Suisse             | 4   | 1 | 2 | 87  | 152 | -65  |
| 4        | Allemagne de l'Est | 3   | 0 | 3 | 24  | 282 | -258 |

|  | Suisse             | 53 | 8   | Allemagne de l'Est |
|  | Suisse             | 12 | 104 | URSS               |
|  | Suisse             | 22 | 40  | Pologne            |
|  | Allemagne de l'Est | 4  | 133 | URSS               |
|  | Allemagne de l'Est | 12 | 96  | Pologne            |
|  | URSS               | 64 | 26  | Pologne            |

## Tour final
| Groupe 1 |                  |     |   |   |     |     |      |
|          | Équipe           | Pts | G | P | PP  | PC  | Diff |
| 1        | Union soviétique | 4   | 2 | 0 | 123 | 70  | 53   |
| 2        | Tchécoslovaquie  | 3   | 1 | 1 | 94  | 88  | 6    |
| 3        | Hongrie          | 2   | 0 | 2 | 77  | 136 | -59  |

|  | Tchécoslovaquie | 65 | 36 | Hongrie |
|  | Tchécoslovaquie | 29 | 52 | URSS    |
|  | Hongrie         | 41 | 71 | URSS    |

| Groupe 2 |          |     |   |   |     |     |      |
|          | Équipe   | Pts | G | P | PP  | PC  | Diff |
| 1        | Bulgarie | 4   | 2 | 0 | 120 | 81  | 39   |
| 2        | Pologne  | 3   | 1 | 1 | 78  | 105 | -27  |
| 3        | Italie   | 2   | 0 | 2 | 80  | 92  | -12  |

|  | Italie  | 45 | 50 | Bulgarie |
|  | Pologne | 36 | 70 | Bulgarie |
|  | Pologne | 42 | 35 | Italie   |

| Groupe 3 |          |     |   |   |    |    |      |
|          | Équipe   | Pts | G | P | PP | PC | Diff |
| 1        | France   |     | 2 | 0 | 98 | 49 | 49   |
| 2        | Suisse   |     | 1 | 1 | 65 | 71 | -6   |
| 3        | Autriche |     | 0 | 2 | 43 | 86 | -43  |

|  | Autriche | 18 | 52 | France |
|  | Suisse   | 31 | 46 | France |
|  | Autriche | 25 | 34 | Suisse |

| Groupe 4 |                    |     |   |   |     |     |      |
|          | Équipe             | Pts | G | P | PP  | PC  | Diff |
| 1        | Roumanie           | 4   | 2 | 0 | 118 | 50  | 68   |
| 2        | Finlande           | 3   | 1 | 1 | 80  | 68  | 12   |
| 3        | Allemagne de l'Est | 2   | 0 | 2 | 42  | 122 | -80  |

|  | Finlande           | 35 | 41 | Roumanie           |
|  | Allemagne de l'Est | 15 | 77 | Roumanie           |
|  | Finlande           | 45 | 27 | Allemagne de l'Est |

## Classement final
| Rang                       | Équipe             | J | V | D | PP  | PC  | Diff | Statut              |
| -------------------------- | ------------------ | - | - | - | --- | --- | ---- | ------------------- |
| Médaille d'or, Europe      | Union soviétique   | 5 | 5 | 0 | 424 | 112 | +312 | 1ère à 3ème place   |
| Médaille d'argent, Europe  | Tchécoslovaquie    | 5 | 4 | 1 | 267 | 207 | +60  | 1ère à 3ème place   |
| Médaille de bronze, Europe | Hongrie            | 5 | 3 | 2 | 293 | 203 | +90  | 1ère à 3ème place   |
| 4                          | Bulgarie           | 5 | 3 | 2 | 263 | 220 | +43  | 4ème à 6ème place   |
| 5                          | Pologne            | 5 | 3 | 2 | 240 | 203 | +37  | 4ème à 6ème place   |
| 6                          | Italie             | 5 | 2 | 3 | 208 | 202 | +6   | 4ème à 6ème place   |
| 7                          | France             | 5 | 3 | 2 | 236 | 202 | +34  | 7ème à 9ème place   |
| 8                          | Suisse             | 5 | 2 | 3 | 152 | 223 | -71  | 7ème à 9ème place   |
| 9                          | Autriche           | 5 | 1 | 4 | 132 | 236 | -104 | 7ème à 9ème place   |
| 10                         | Roumanie           | 5 | 3 | 2 | 208 | 183 | +25  | 10ème à 12ème place |
| 11                         | Finlande           | 5 | 1 | 4 | 157 | 251 | -94  | 10ème à 12ème place |
| 12                         | Allemagne de l'Est | 5 | 0 | 5 | 66  | 404 | +338 | 10ème à 12ème place |

| Championne d'Europe 1952 |
| · Union soviétique · 2e titre |
| - 3 Valentina Nazarenko - 4 Nina Maksimova - 5 Raisa Mamentieva - 6 Valentina Kopylova - 7 Lydia Alekseeva - 8 Evgenia Zarkovskaya - 9 Tamara Moiseeva - 10 Nina Urdang - 11 Zoya Stasiuk - 12 Lubov Lobanova - 13 Galina Stepinal - 14 Dzidra Uztupe - 15 Olga Gomelskaya - 16 Maret-Mai Otsa - Entraîneur : Konstantin Travin |